# Chris Carter (Drehbuchautor)

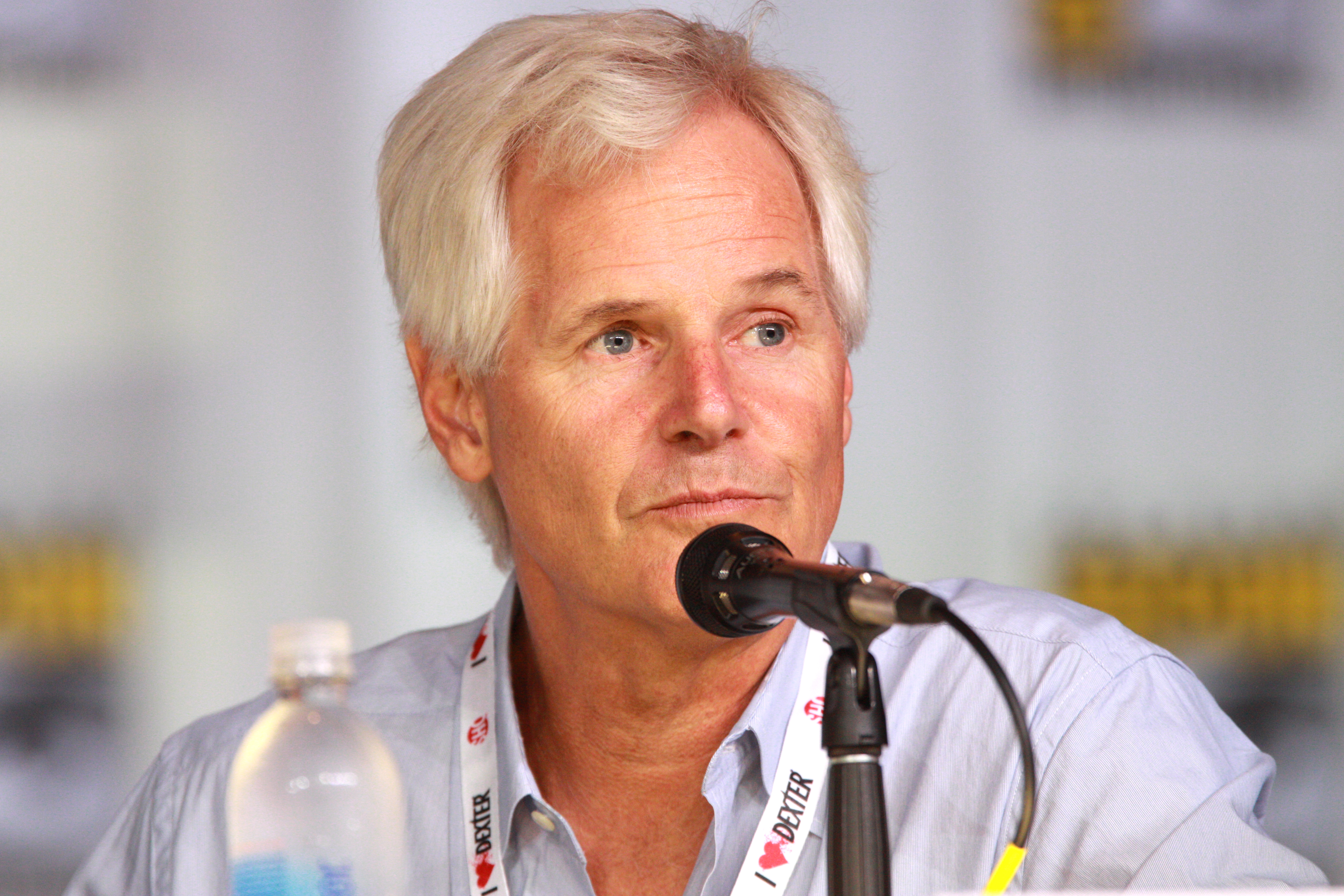
Chris Carter bei der Comic-Con 2013

Christopher Carl Carter (* 13. Oktober 1956 in Bellflower, Kalifornien) ist ein US-amerikanischer Produzent und Drehbuchautor bekannt vor allem durch seine Fernsehserie Akte X – Die unheimlichen Fälle des FBI.

## Leben
Chris Carter wuchs in Los Angeles als Sohn des Bauarbeiters William Charles Carter und dessen Frau Catherine (geb. Mulder) auf. 1979 machte er seinen Abschluss in Literatur an der California State University. 1985 begann er Fernsehfilm-Drehbücher für Disney zu schreiben. Er schrieb in dieser Zeit auch einige Drehbücher für Serien des Fernsehsenders NBC. 1992 wechselte er zu Fox und durfte nun selbst Serien produzieren. Seine erste Serie Akte X – Die unheimlichen Fälle des FBI (1993) wurde sofort ein Welterfolg. Auch seine nach Akte X zweite Mysteryserie Millennium – Fürchte deinen Nächsten wie Dich selbst lief erfolgreich, obgleich der Erfolg niemals an Akte X heranreichen konnte. Die Serien Harsh Realm und Die einsamen Schützen (ein Spin-off von Akte X) floppten dagegen. 2008 inszenierte er mit Akte X – Jenseits der Wahrheit den zweiten Kinofilm der Serie. Der Film bedeutet sein Debüt als Spielfilmregisseur, zuvor inszenierte er bereits insgesamt zehn Episoden von Akte X.
Chris Carter lebt heute in Malibu.

## Filmografie (Auswahl)
- 1998: Akte X – Der Film (The X-Files)
- 2008: Akte X – Jenseits der Wahrheit (The X-Files: I Want to Believe)